# Богуслав XIII
Богуслав XIII (пол. Bogusław XIII; 9 августа 1544, Вольгаст, Мекленбург — Передняя Померания — 7 марта 1606, Штеттин) — князь (герцог) Вольгастский (1560—1569), Бартский и Францбургский (1569—1605), Щецинский (1603—1606), Бытувский, Лемборкский и Дарловский (1605—1606).

## Биография
Представитель династии Грифичей. Третий сын Филиппа I (1515—1560), герцога Померанского (1531—1532), Щецинского (1531—1532) и Вольгастского (1532—1560), и Марии Саксонской (1515—1583).
Учился в университетах Грайфсвальда, Виттенберга и Парижа.
В феврале 1560 года после смерти отца Богуслав вместе со старшим братом Иоганном Фридрихом унаследовал герцогство Померания-Вольгаст. Вначале регентами были их мать Мария и дядя Барним IX Благочестивый. В 1567 году братья Иоганн Фридрих и Богуслав стали самостоятельно править в Вольгасте.
После отказа от власти дяди — Барнима IX Благочестивого, герцога Щецинского, Богуслав XIII и его братья 23 июля 1569 года осуществили раздел Померании. Богуслав должен был унаследовать Вольгастское герцогство, но уступил его младшему брату Эрнесту Людвигу. Богуслав стал править в Барте и Новополе (Францбурге).
В 1592 году после смерти своего брата Эрнста Людвига (1545—1592) Богуслав XIII стал регентом в Вольгастском герцогстве и опекуном его несовершеннолетнего сына Филиппа Юлия. В 1603 году Богуслав XIII уступил свой удел (Барт и Новополе) племяннику Филиппу Юлию, а сам стал править в Щецине, где скончался его другой брат Барним X Младший (1549—1603). В 1605 году он вначале получил Лемборк, а после смерти последнего из братьев — Казимира VII унаследовал Дарлово и Бытув.
Расширил замок в Барте, а в 1587 году построил замок ещё и в Новополе, который переименовал в Францбург. В качестве правителя отличался справедливостью и хорошими экономическими способностями. Был единственным из сыновей герцога Филиппа I, кто имел потомство и заботился об его образовании.

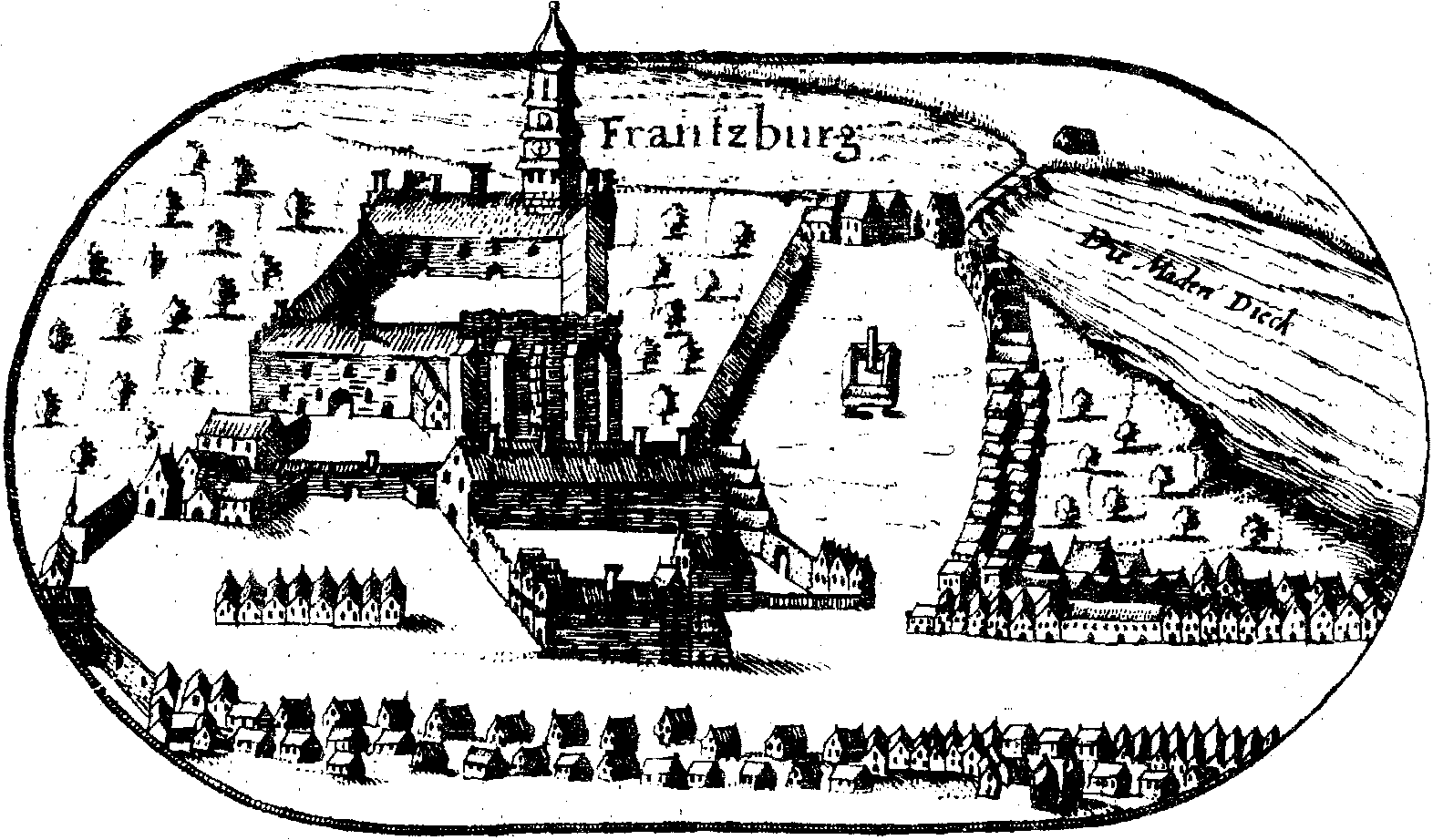
Францбург в 1618 году

61-летний Богуслав XIII скончался после непродолжительной болезни 7 марта 1606 года в Щецине. Он был похоронен в замковой церкви Святого Отто 9 апреля 1606 года. Щецинский престол получил его старший сын Филипп II (1606—1618).

## Семья и дети
После переговоров, начатых ещё в ноябре 1571 года, Богуслав XIII 8 сентября 1572 года в Новополе женился на Кларе (1550—1598), дочери герцога Франца Брауншвейг-Люнебургского (1508—1549) и Клары Саксен-Лауэнбургской, вдове князя Бернгарда VII Ангальт-Цербстского (1540—1570).
Дети от первого брака с Кларой Брауншвейг-Люнебургской:
- Филипп II (28 июля 1573 — 3 февраля 1618) — герцог Щецинский (1606—1618)
- Клара Мария (10 июля 1574 — 19 февраля 1623), 1-й муж с 1593 года герцог Сигизмунд Август Мекленбургский (1560—1600), 2-й муж с 1607 года Август Младший (1579—1666), герцог Брауншвейг-Вольфенбюттельский (1636—1666)
- Екатерина (18 июня 1575 — 11 июля 1575)
- Франц (24 марта 1577 — 27 ноября 1620) — епископ Камминский (1602—1618), герцог Щецинский (1618—1620)
- Эрдмута (София) (5 апреля 1578 — 11 июля 1583)
- Богуслав XIV (31 марта 1580 — 10 марта 1637) — герцог Щецинский с 1620 и всего Западного Поморья (1625—1637), последний мужской представитель династии Грифичей
- Георг II (30 января 1582 — 27 марта 1617) — герцог Буковский (1615—1617)
- Ян Эрнст (24 февраля 1586 — 1 февраля 1590)
- София Ядвига (12 июня 1588 — 3 марта 1591)
- Ульрих (12 августа 1589 — 31 октября 1622) — епископ Камминский (1618—1622), герцог Дарловский (1621—1622)
- Анна (3 октября 1590 — 7 июля 1660) — жена с 1619 года герцога Эрнеста де Кроя (ок. 1583—1620) и мать Эрнста Богуслава фон Кроя.

Овдовев после смерти первой жены, 31 мая 1601 года вторично женился на Анне (1577—1616), дочери герцога Ганса II Шлезвиг-Гольштейн-Зондербургского и Елизаветы Брауншвейг-Грубенгагенской. В город Барт герцог и его вторая жена прибыли 17 июня 1601 года. Второй брак был бездетным.